# Nokia 6131
Il Nokia 6131 è un telefono cellulare prodotto dall'azienda finlandese Nokia e messo in commercio nel febbraio del 2006, che utilizza il sistema operativo Symbian OS Serie 40 v3.
Dispone di tecnologie moderne come il push-to-talk e il Bluetooth, di una fotocamera digitale da 1.3 megapixel, di uno schermo interno QVGA da 240x320 e uno esterno da 128x160, di un lettore multimediale di file in formato Mp3, Mp4 e 3gp.
Ha un design ergonomico e facilmente riconoscibile.

## Caratteristiche
- Dimensioni: 92 x 48 x 20 millimetri
- Massa: 112 g
- Risoluzione display: 320 x 240 pixel con 262 144 colori
- Durata batteria in conversazione: 4 ore
- Durata batteria in standby: 240 ore (10 giorni)
- Fotocamera: 1,3 megapixel
- Memoria: 32 MB (11 MB memoria utente: 10 MB galleria e applicazioni, 1 MB

contatti, appunti e voci in agenda) espandibile con MicroSD fino a
2 GB

## Varianti
Il Nokia 6131 dispone di varie varianti:
- 6126: Versione Nordamericana del 6131 (messa in commercio per AT&T e Fido_Solutions)
- 6131: dispone di alcune caratteristiche in più, come un ricevitore FM e la connessione a Infrarossi
- 6131 NFC: include Near Field Communication
- 6133: ha un tastierino di color argento (a differenza dei modelli 6126/6131), un ricevitore FM, e un arrangiamento leggermente diverso della lente della fotocamera e un LCD esterno simile alle 6126 e 6131.